# كاسيلدو مالدانر
كاسيلدو مالدانر (2 أبريل 1942 - 17 مايو 2021) سياسي ومحامي برازيلي. مثل سانتا كاتارينا في مجلس الشيوخ الفيدرالي من 2011 إلى 2015. كان حاكم سانتا كاتارينا من 1990 إلى 1991. كان عضوًا في الحزب الديمقراطي الاجتماعي البرازيلي.